# Akemi Okamura
Pour les articles homonymes, voir Okamura.
Akemi Okamura (岡村 明美, Okamura Akemi), née le 12 mars 1969, est une seiyū (doubleuse japonaise) et narratrice originaire de Tōkyō. En 1992, elle sort diplômée de la Tōkyō Announce Academy et rentre dans la société Mausu Promotion (à l'époque, Ezaki Productions) où elle travaille encore actuellement.
Elle fait ses grands débuts avec le doublage de Fio Piccolo dans le film d'animation du Studio Ghibli Porco Rosso en 1992. Elle est principalement connue pour être la voix japonaise du personnage de Nami dans la très populaire adaptation animée du manga One Piece. Au moins une de ses chansons a fait partie de Minna no Uta, un court programme de la NHK présentant les nouvelles œuvres de chanteurs ou animateurs japonais. Son groupe sanguin est O et elle enseigne également la calligraphie.

## Rôles
Liste de ses rôles (en gras, les rôles principaux).

### Séries animées (Télévision)
- Ah! My Goddess (épisodes 1-13) (Belldandy) (épisode 14) (Kaoru-chan)
- Bébé et moi (Mlle Mayumi)
- Ashita no Nadja (Zabi)
- Kazemakase Tsukikage Ran (Meow of Iron Cat Fist)
- Clamp School Detectives (Nokoru Imonoyama)
- D.Gray-man (Claudia)
- Fullmetal Alchemist: Brotherhood (Paninya)
- Futari wa Pretty Cure Splash Star (Fuupu, Kiryuu Kaoru)
- Great Teacher Onizuka (Anko Uehara)
- La Fille des enfers (Fujie Minato)
- Legendz (Shuzo Matsutani)
- Lovely Complex (Risa Koizumi)
- Mushishi (Kaji)
- Mahō Shōjo Neko Taruto (Anzuko Domyoji)
- Mahōjin Guru Guru (Treeka)
- Nana (Nao Komatsu)
- Natsume Yūjin-chō (Hinoe)
- Noein (Nogi Asuka)
- Now and Then, Here and There (Shuzo Matsutani)
- One Piece (Nami, Suu, Gonbe, Aphelandra)
- Pokémon (Lilian, Saturn)
- Romeo no aoi sora (Bianca)
- Sakura Taisen (Kasumi Fujii)
- Saiunkoku monogatari (Shusui, Young Ryuuki)
- Shakugan no Shana (Mathilde Saint-Omer)
- Kurumi, l'Ange d'Acier (Kaori)
- Yu-Gi-Oh! 5D's (Barbara)
- Telepathy Shōjo Ran (Reina Isozaki)
- Zatch Bell! (Mamiko Takahashi, Kid)

### OVA
- Agent Aika (Mina)
- Mezzo Forte (Momomi Momoi)
- Parasite Dolls (Reiko Michaelson)
- Sakura Taisen (Kasumi Fujii)
- Tales of Symphonia (Sheena Fujibayashi)

### Films d'animation
- Porco Rosso (Fio Piccolo)
- One Piece (Nami)
- Sakura Wars: The Movie (Kasumi Fujii)

### Jeux vidéo
- Ys I & II (Reah)
- Onimusha (Princesse Yuki)
- Galaxy Angel (Shiva)
- Galaxy Angel II (Shiva)
- Gunparade March (en) (Mai Shibamura)
- Night Trap (Megan)
- Tales of Symphonia (Sheena Fujibayashi)
- Tales of Symphonia: Dawn of the New World (Sheena Fujibayashi)
- Fullmetal Alchemist 2: Curse of the Crimson Elixir (Elma)
- Série One Piece (Nami)
- Série Sakura Taisen (Kasumi Fujii)
- Legendz Gekitou Saga Battle (Shuzo Matsutani)
- Samurai Warriors 2 (Nene)
- Princess Maker 5 (Cube)
- SoulCalibur V (Natsu)
- Fire Emblem: Awakening (Emmeryn, Henry)
- Fire Emblem Heroes (Brigid/Eyvel, Cornelia, Emmeryn, Henry)
- Fire Emblem: Three Houses (Cornelia Arnim)
- Fire Emblem Warriors: Three Hopes (Cornelia Arnim/Cleobulus)

### Doublage
- Les Aventures de Fievel au Far West (Fievel's American Tails)
- Les Contes d'Avonlea (Felicity King)
- American Gothic (Merlyn)
- Le Livre de Winnie l'ourson (The Book of Pooh) (Kessie)
- Misery (Annie Wilkes)

### CD Drama
- Tales of Symphonia Rodeo Ride Tour (Sheena Fujibayashi)
- Tales of Symphonia A Long Time Ago (Sheena Fujibayashi)